# 태풍 할롱 (2019년)
태풍 할롱 (HALONG) 은 2019년 11월 3일부터 11월 9일까지 활동했고 최저기압 905 hPa를 기록했던 2019년의 제23호 태풍이다. 할롱은 베트남에서 제출한 태풍의 이름으로, 베트남의 관광 명소인 하롱베이를 의미한다.

## 개요
태풍 할롱은 11월 3일 0시에 중심기압 1000hPa, 최대풍속 18 m/s, 강풍 반경 330 km(북동쪽 반경), 크기 '중형'의 열대폭풍으로 미국 괌 동쪽 약 1,312 km 부근 해상에서 발생하였다.(일본 기상청 태풍정보 속보치 기준) 발생 이후 북서~북진하며 급발달해서 11월 5일 21시에 미국 괌 북동쪽 약 960 km 부근 해상에서 중심기압 905 hPa, 최대풍속 59 m/s, 강풍 반경 440 km(북동쪽 반경)의 세력 '맹렬한', 크기 '중형'(일본 기상청 태풍정보 기준)의 태풍으로 최성기를 맞이하였다. 최성기 이후 세력을 유지하다가 북위 21도에서 북동진으로 전향한 뒤 북~북동진하면서 높은 연직시어와 한기 남하로 인해 급약화 및 온대저기압화가 진행되어서, 일본 기상청 기준으로 11월 9일 9시에 일본 도쿄 남동쪽 약 2,000 km 부근 해상에서 중심기압 1004 hPa의 온대저기압으로 변질되었다. 한국 기상청 기준으로는 11월 9일 12시에 일본 도쿄 동남동쪽 약 2,090 km 부근 해상에서 중심기압 1004 hPa의 온대저기압으로 변질되었다. 할롱은 일본 기상청 기준으로 우딥, 레끼마, 하기비스, 부알로이를 넘어서는 2019년 최강 태풍으로 기록되었다.
| 순위 | 태풍번호       | 태풍이름            | 최대풍속 (1분 평균) |
| ---- | -------------- | ------------------- | ------------------- |
| 1위  | 6118           | NANCY               | 185 kt              |
| 2위  | 6124           | VIOLET              | 180 kt              |
| 3위  | 5822           | IDA                 | 175 kt              |
| 4위  | 1330 1614 2019 | HAIYAN MERANTI GONI | 170 kt              |
| 5위  | 1923 7920 2102 | HALONG TIP SURIGAE  | 165 kt              |
| 6위  | 1919 1013      | HAGIBIS MEGI        | 160 kt              |
| 7위  | 1821           | JEBI                | 155 kt              |
| 8위  | 1826           | WUTU                | 150 kt              |
| 9위  | 1902           | WUTIP               | 145 kt              |
| 10위 | 1626           | NOCK-TEN            | 140 kt              |

| 순위 | 태풍번호                                          | 태풍이름                                                            | 최대풍속 (10분 평균) |
| ---- | ------------------------------------------------- | ------------------------------------------------------------------- | -------------------- |
| 1위  | 5915 6118                                         | 베라 낸시                                                           | 150 kt               |
| 2위  | 5914 7920                                         | 사라 팁                                                             | 140 kt               |
| 3위  | 8210 1013 1330                                    | 베스 메기 하이옌                                                    | 125 kt               |
| 4위  | 8122 8221 8422 8522 9019 9128 1614 1618 2019 2102 | 엘시 맥 바네사 닷 플로 유리 므란티 차바 고니 수리개                 | 120 kt               |
| 5위  | 1328 1419 1422 1504 1513 1622 1825 1826 1923 2114 | 레끼마 봉퐁 하구핏 마이삭 사우델로르 하이마 콩레이 위투 할롱 찬투   | 115 kt               |
| 6위  | 0918 1216 1217 1319 1413 1420 1506 1521 1601 1822 | 멜로르 산바 즐라왓 우사기 제너비브 누리 노을 두쥐안 네파탁 망쿳     | 110 kt               |
| 7위  | 1808 1821 1824 1902 1909 1919 2010 2116 2122 2211 | 마리아 제비 짜미 우딥 레끼마 하기비스 하이선 민들레 라이 힌남노     | 105 kt               |
| 8위  | 1408 1507 1511 1515 1516 1524 1620 1721 1921 2121 | 너구리 돌핀 낭카 고니 앗사니 곳푸 송다 란 부알로이 냐토             | 100 kt               |
| 9위  | 1119 1418 1526 1527 1616 1621 1705 1718 1913 2009 | 날개 판폰 인파 멜로르 말라카스 사리카 노루 탈림 링링 마이삭         | 95 kt                |
| 10위 | 1324 1326 1409 1502 1509 1525 1610 1928 2018 2201 | 다나스 위파 람마순 히고스 찬홈 참피 라이언록 간무리 몰라베 말라카스 | 90 kt                |

## 같이 보기
- 2019년 태풍